# Etienne Fidi Rasoanaivo
Etienne Fidi Rasoanaivo (ur. 22 września 1969) – madagaskarski piłkarz grający na pozycji obrońcy. W swojej karierze rozegrał 19 meczów i strzelił 4 goli w reprezentacji Madagaskaru.

## Kariera klubowa
Swoją karierę piłkarską Rasoanaivo rozpoczął w klubie FC BFV. Zadebiutował w nim w 1987 roku. W 1988 zdobył z nim Puchar Madagaskaru. W 1988 roku został piłkarzem maurytyjskiego klubu Sunrise Flacq United SC. Grał w nim do końca swojej kariery, czyli do 1997 roku. Wywalczył z nim siedem mistrzostw Mauritiusa w sezonach 1988/1989, 1989/1990, 1990/1991, 1991/1992, 1994/1995, 1995/1996 i 1996/1997 oraz zdobył trzy Puchary Mauritiusa w latach 1992, 1993 i 1996.

## Kariera reprezentacyjna
W reprezentacji Madagaskaru Rasoanaivo zadebiutował 11 października 1992 roku w wygranym 3:0 meczu eliminacji do MŚ 1994 z Namibią, rozegranym w Antananarywie. Od 1992 do 1999 rozegrał w kadrze narodowej 19 meczów i strzelił 4 gole.